# Wolfgang Rainer
Wolfgang Rainer (* 16. April 1959 in Salzburg) ist ein ehemaliger österreichischer Politiker (SPÖ) und Sekretär des Österreichischen Gewerkschaftsbundes. Er war von 1994 bis 2004 Abgeordneter zum Salzburger Landtag.

## Ausbildung und Beruf
Rainer besuchte zwischen 1965 und 1969 die Volksschule in Hallein und absolvierte danach von 1969 bis 1974 die Halleiner Hauptschule. Er begann 1975 eine Lehre als Maschinenbauer in Gröding und leistete im Jahr 1977 seinen Präsenzdienst ab. 1978 schloss er seine Lehre als Maschinenbauer ab, woraufhin er 1981 auch die Werkmeisterprüfung erfolgreich bestand. Rainer wechselte in der Folge jedoch den Beruf und wurde 1983 Sekretär des Österreichischen Gewerkschaftsbundes. In diesem Zusammenhang absolvierte er auch die Sozialakademie der Arbeiterkammer Wien in Mödling. 1988 wechselte er als Landessekretär zur Gewerkschaft Bau-Holz, für die er bis 2002 tätig war. Rainer ist seit 2004 Geschäftsführer der „Prasenta Rainer & Partner KEG“ in Hallein.

## Politik und Funktionen
Rainer trat der Sozialistischen Partei Österreichs bei und war innerparteilich von 1986 bis 1992 als Sektionsvorsitzender der SPÖ Hallein-Altstadt aktiv. Er engagierte sich von 1988 bis 1995 als Obmann der Pensionsversicherungsanstalt der Arbeiter in Salzburg und war von 1989 bis 1994 als Kammerrat der Arbeiterkammer Salzburg aktiv. Er übernahm 1992 die Funktion des Bezirksparteivorsitzenden der SPÖ Tennengau und war zudem Mitglied des Landesparteivorstandes und des Landesparteipräsidiums der SPÖ Salzburg. Am 2. Mai 1994 wurde Rainer als Abgeordneter zum Landtag angelobt.